# بیر ولی (ویسکانسین)
بیر ولی (به انگلیسی: Bear Valley) یک منطقهٔ مسکونی در ایالات متحده آمریکا است که در ایتاکا واقع شده‌است. بیر ولی ۲۳۱٫۹۶ متر بالاتر از سطح دریا واقع شده‌است.